# Talsperre Lütsche
Die Talsperre Lütsche (oder Lütschetalsperre) liegt am Nordhang des Thüringer Waldes im Gebiet von Frankenhain (Ilm-Kreis, Thüringen), etwa 20 Kilometer südwestlich von Arnstadt und 35 Kilometer südwestlich von Erfurt. Sie ist die zweitgrößte Wasserfläche im Ilm-Kreis.

## Beschreibung
Die Lütschetalsperre wurde zwischen 1935 und 1938 von der Deutschen Reichsbahn für ungefähr 4 Millionen Reichsmark erbaut. Dadurch konnten die Bahnhöfe von Arnstadt, Neudietendorf und Erfurt mit weichem Wasser versorgt werden, womit die Bildung von Kesselstein in den Dampflokomotiven vermieden wurde. Inbetriebnahme war am 12. Juli 1938. Das nötige Gelände wurde vom Land Thüringen zur Verfügung gestellt; nach Fertigstellung ging die Talsperre in Landeseigentum über und wird von der Thüringer Fernwasserversorgung betrieben. Die Talsperre wird hauptsächlich zur Erholung und in geringem Maße zur Erzeugung elektrischer Energie aus Wasserkraft genutzt.
Nach Angaben der Betreibergesellschaft sollte die Talsperre nach ihrer Erbauung für gleichmäßige Wasserführung der Wilden Gera für den Mühlenbetrieb sorgen. Hinzu kam die Wasserversorgung der Löschzisternen in Erfurt (im Bereich des heutigen InterCityHotels am Hauptbahnhof sowie der ehemaligen Braugold-Brauerei). Die jährliche Wasserentnahme betrug 1,4 Mio. m³. Heute versorgt die Talsperre die Deutsche Bahn mit dem Bahnhof Erfurt, dem Rechenzentrum Erfurt, dem Oberbauwerk Neudietendorf und die Löschwasserzisternen Erfurt mit Brauchwasser. Außerdem erhalten Brauchwasser der Heizungsanlagenbau Bischleben und das Heizkraftwerk der Stadtwerke Erfurt. Die heutige jährliche Wasserentnahme beträgt 0,5 Mio. m³.

## Gewässer

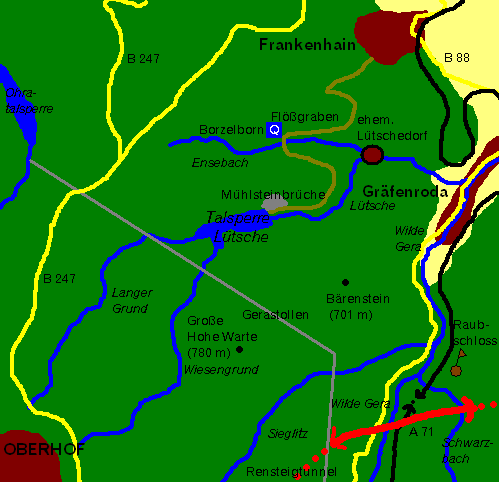
Lageplan

Das angestaute Gewässer heißt Lütsche. Dieses Flüsschen wird aus zwei kleineren Bächen (Langer Grund und Oberster Wiesengrund) gebildet, die beide in der Nähe der Wintersportstadt Oberhof (in den beiden Tälern nördlich und südlich des Lärchenkopfs) entspringen.

## Absperrbauwerk
Das Absperrbauwerk ist eine bogenförmige Gewichtsstaumauer aus Beton, die aus 14 Feldern besteht. Sie wurde auf Quarzporphyr-Untergrund gegründet. Die Staumauer wurde von 1994 bis 1996 saniert. Die Mauerkrone wurde schon einmal in den 1980er Jahren erneuert.
Das Klein-Wasserkraftwerk hat eine Leistung von 14 kW. Die Hochwasserentlastung ist ein freier Überfall mit zwei Öffnungen in der Mauermitte.
Ende Oktober 2015 wurde die Talsperre zu Wartungsarbeiten vollständig entleert. Der Wiedereinstau erfolgte ab Mitte Dezember. In etwa fünf Jahren ist eine Generalsanierung der Staumauer geplant. Diese hat aktuell (Oktober 2024) noch nicht begonnen, obwohl wieder einmal das Wasser abgelassen wird.

## Tourismus
An der Lütschetalsperre gibt es einen Campingplatz mit Gaststätte. Sie ist ein beliebtes Ausflugsziel für Tagestouristen aus der Umgebung, da im Sommer mehrere Badestellen mit Liegewiesen geöffnet sind. Bedingt durch die Lage im Thüringer Wald ist die Lütschetalsperre jedoch im Sommer recht kühl. So beträgt die Wassertemperatur nur etwa 15 bis 20 Grad Celsius. Der Stausee wird für die Tauchsportausbildung genutzt. Im Dezember 2002 wurde bei Wartungsarbeiten der Wasserspiegel vorübergehend abgesenkt, dabei kam ein „Skelett“ zum Vorschein – es handelte sich dabei um eine Nachbildung aus Plastik, die von Tauchsportlern als Überraschung auf dem Grund versteckt wurde.
Am 8. Dezember 2004 ist die ehemalige Gaststätte Zum Lütsche-Stausee vollständig abgebrannt. Diese befand sich in Nähe der Staumauer und ist nicht identisch mit jener auf dem Campingplatz. Das Restaurant am Stausee ist z. Zt. (Oktober 2024) Freitags 17–20 Uhr, Samstag 12–21 Uhr und Sonntags 12–17 Uhr geöffnet.

## Impressionen

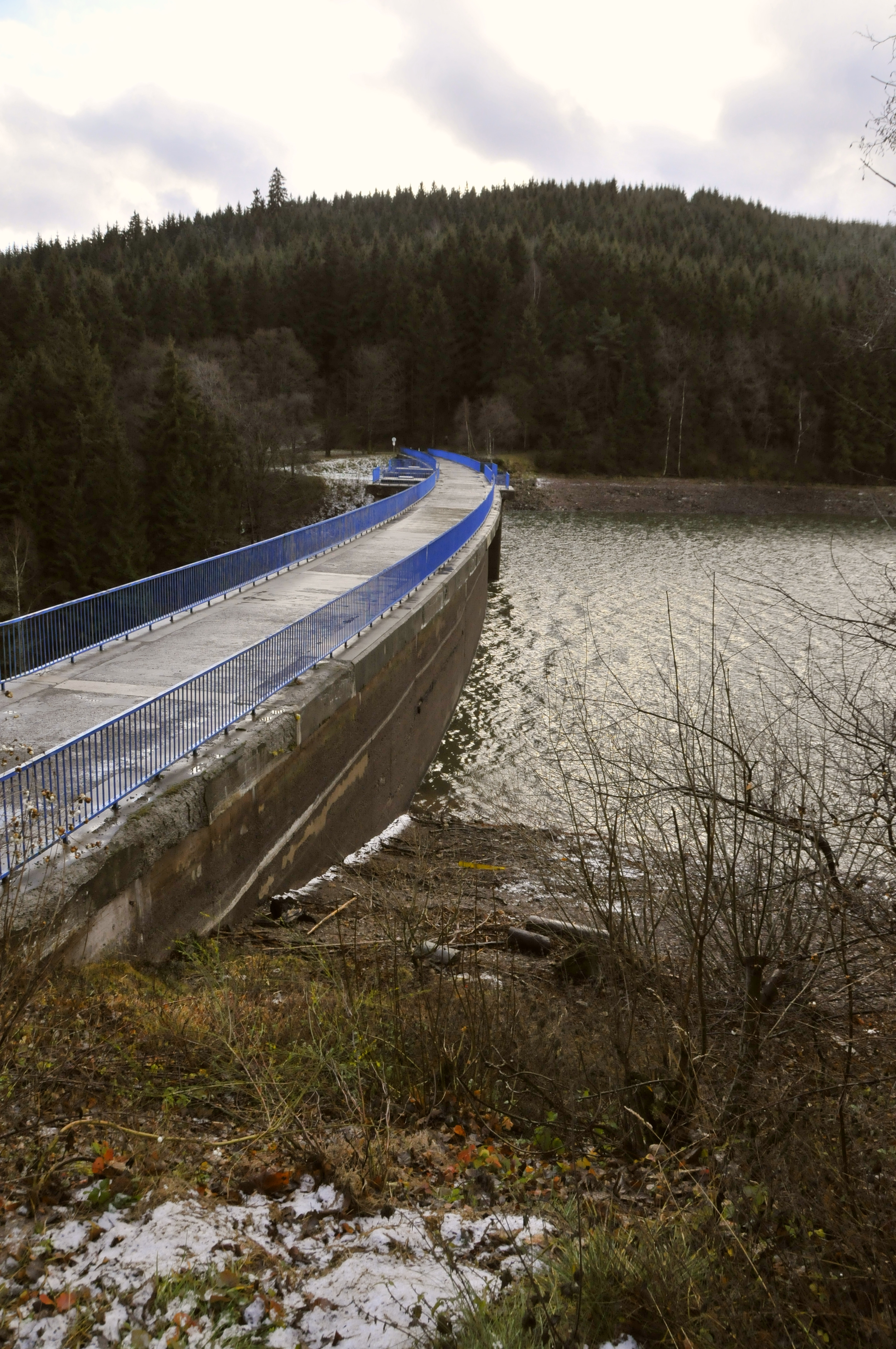
Staumauer (Dezember 2011)
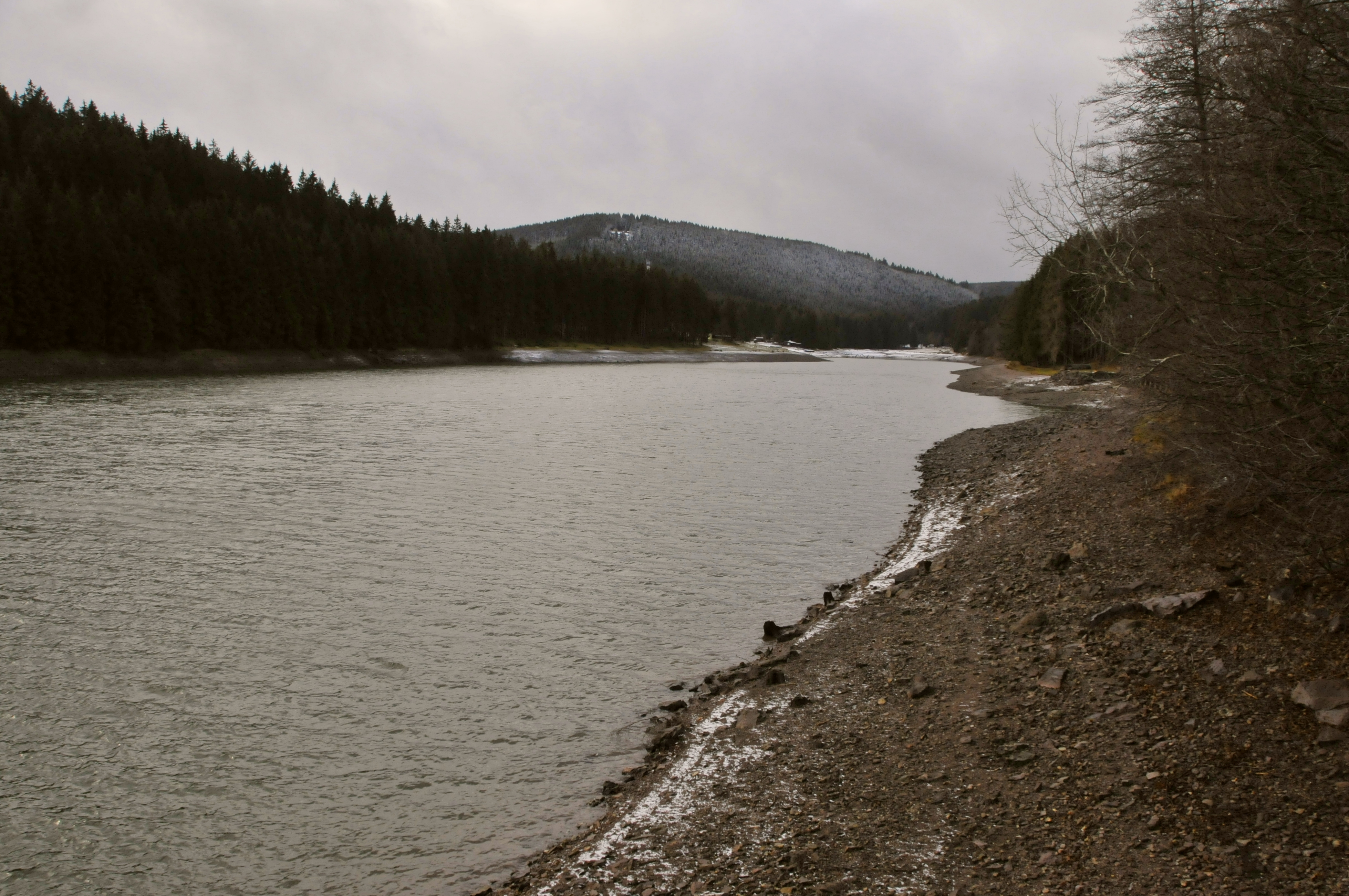
Talsperre (Dezember 2011)
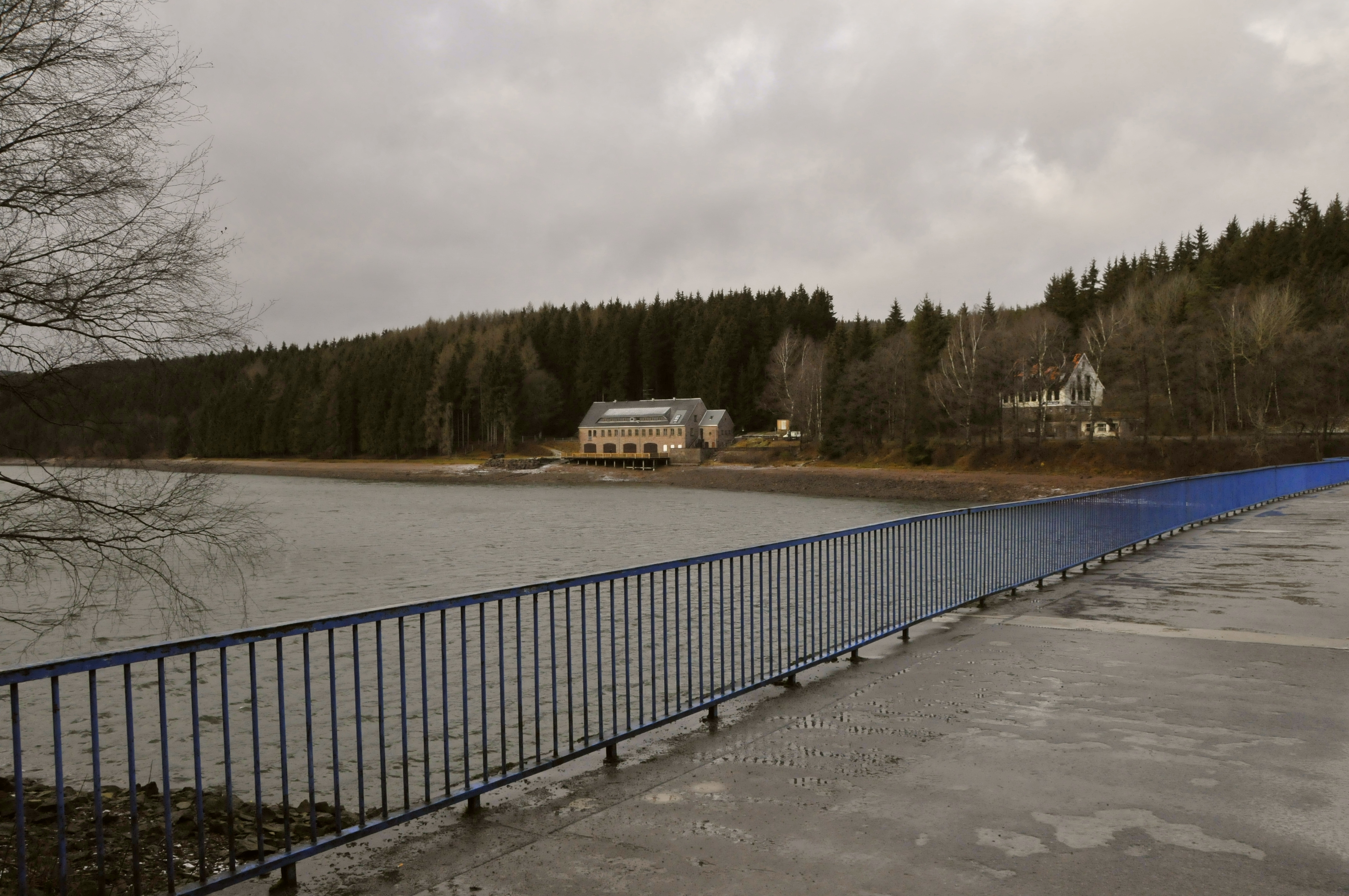
Talsperre (Dezember 2011)
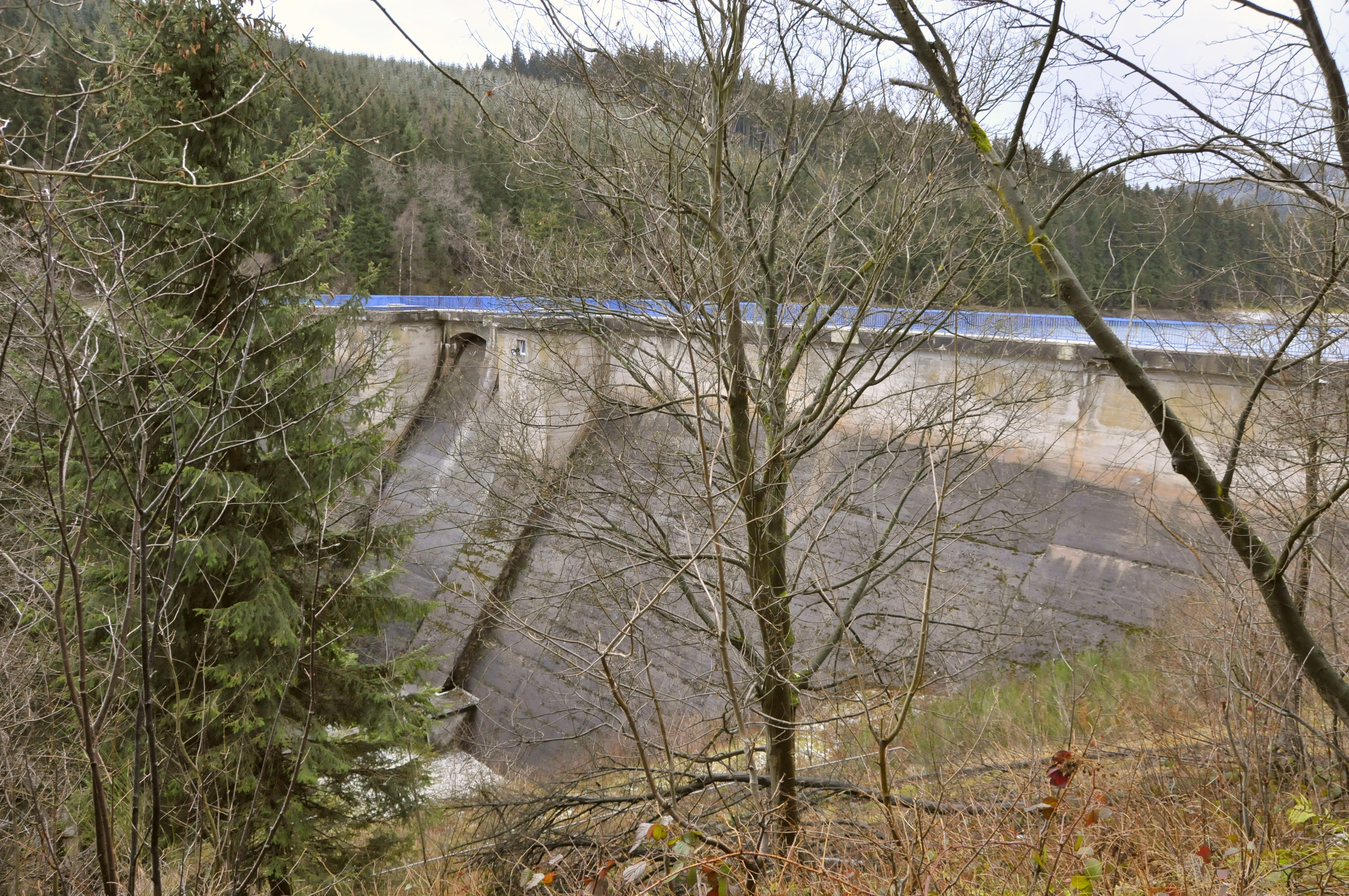
Staumauer (Dezember 2011)
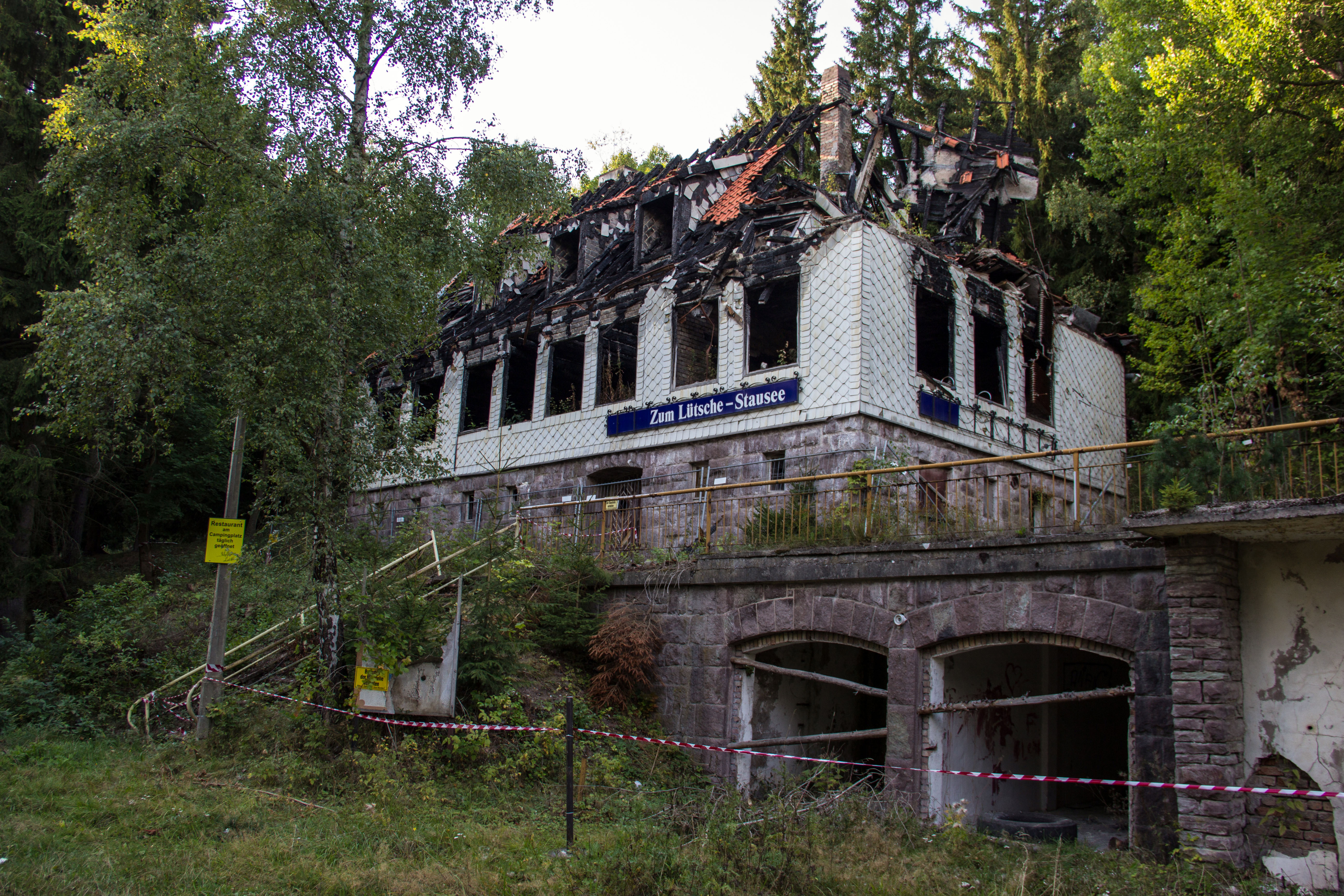
Abgebrannte Gaststätte im September 2012
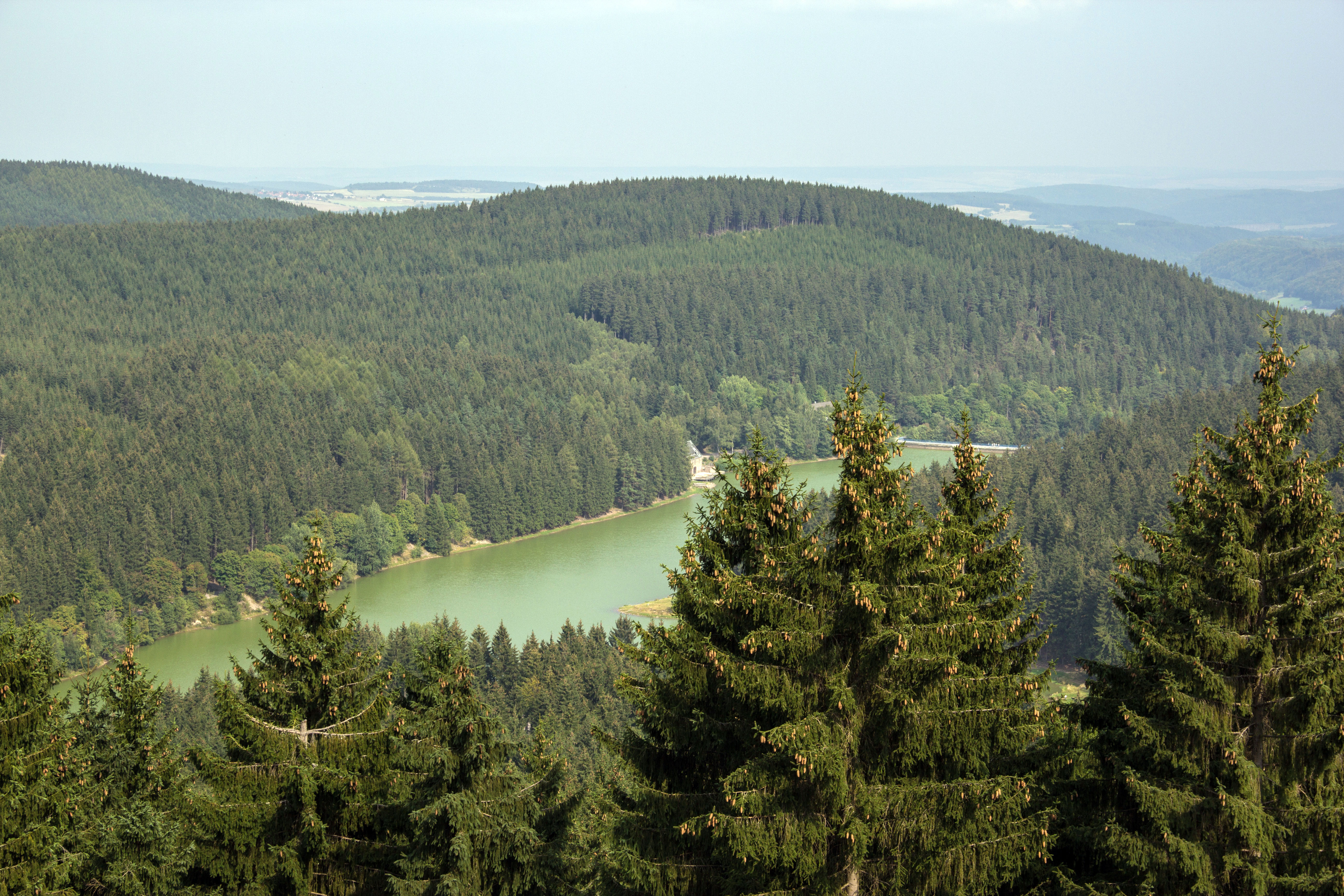
Talsperre, Blick von Süden im September 2012
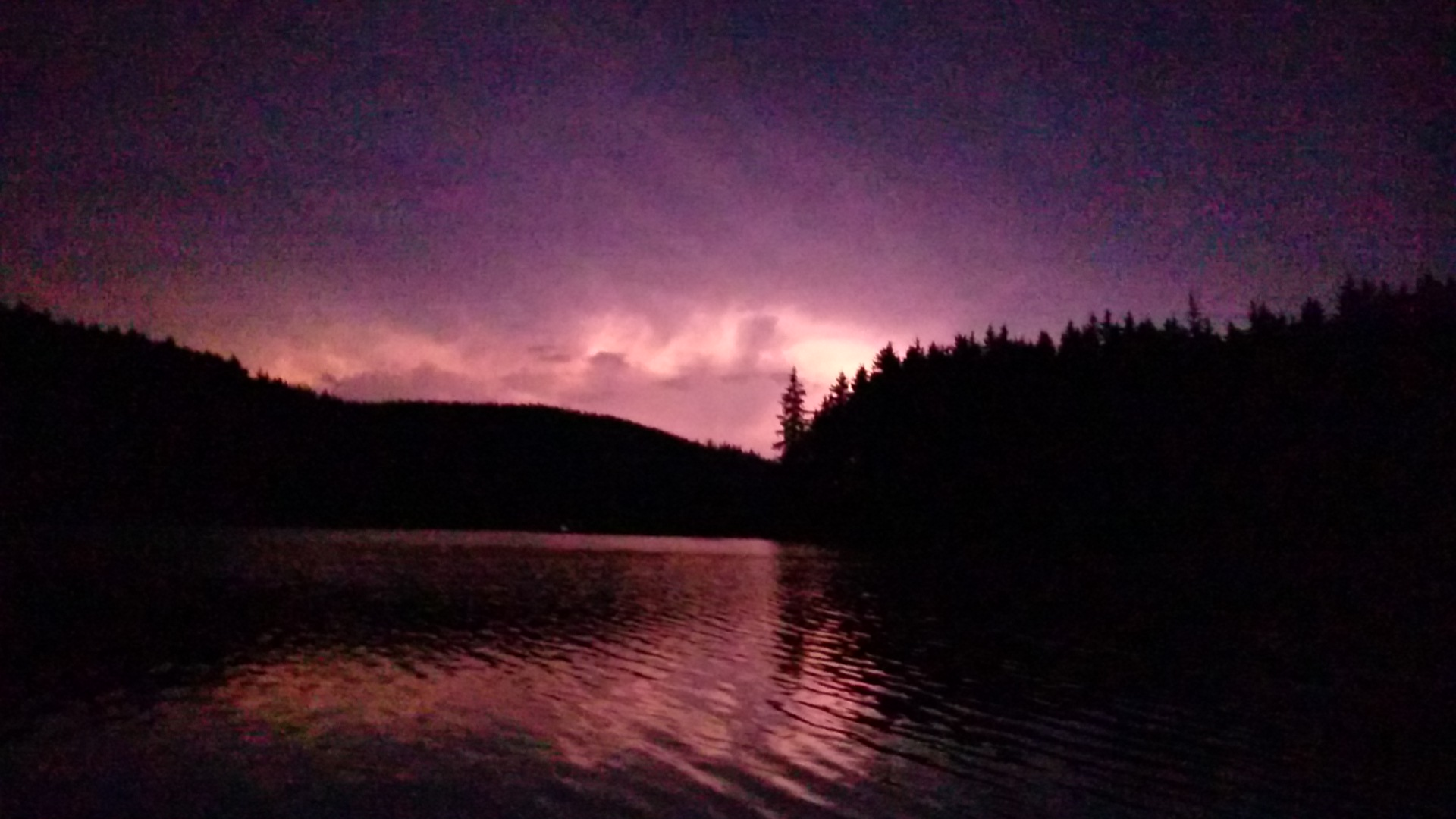
Gewitter über der Lütschetalsperre, 2015
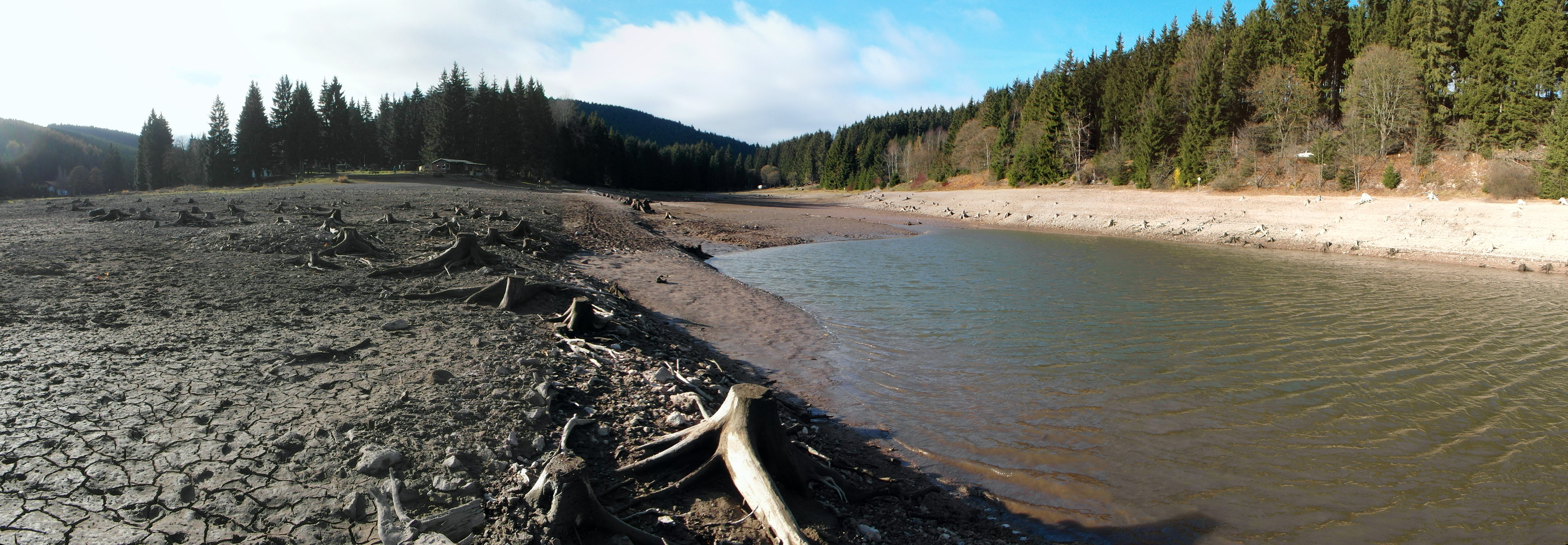
Blick über den abgelassenen Lütschestausee 2015